# Walter Gottschalk (Politiker)

Walter Gottschalk

Walter Gottschalk (* 10. November 1893 in Leschnitz; † Juni 1952) war ein deutscher Politiker der NSDAP.

## Leben und Wirken
Von 1914 bis 1918 nahm Gottschalk am Ersten Weltkrieg teil, in dem er dreimal verwundet wurde.
Ab 1919 engagierte Gottschalk sich in der völkischen Bewegung. Zum 7. April 1925 trat er der NSDAP bei (Mitgliedsnummer 2.254), in der er in den Folgejahren eine Reihe von Funktionärsposten übernahm: er wurde nacheinander Ortsgruppenleiter, Bezirksleiter und Gaupropagandaleiter der NSDAP in Schlesien, dann, ab dem 1. September 1932, Untergauleiter in Niederschlesien, schließlich, am 1. September 1934, stellvertretender Gauleiter des Gaues Schlesien (9. April 1935) und zuletzt, am 1. Oktober 1935, Gauinspekteur der Gauleitung Schlesien der NSDAP (bis 1. Oktober 1937). In der Sturmabteilung (SA) wurde Gottschalk nacheinander zum Sturmbannführer, zum Standartenführer und zum Oberführer (9. November 1938) befördert.
Von 1932 bis 1933 gehörte Gottschalk dem Preußischen Landtag an.
Vom November 1933 bis zum Mai 1945 saß Gottschalk schließlich als Abgeordneter des Wahlkreises 8 (Liegnitz, November 1933 bis März 1936) beziehungsweise 7 (Breslau; März 1936 bis Mai 1945) im nationalsozialistischen Reichstag. Spätestens seit 1936 amtierte er als Bürgermeister der Gemeinde Goldberg. Außerdem war er Träger des Goldenen Parteizeichens der NSDAP.